# Archip Kuindży
Archip Iwanowicz Kuindży (ros. Архип Иванович Куинджи) (ur. 15 stycznia?/27 stycznia 1841 w Mariupolu, zm. 11 lipca?/24 lipca 1910 w Petersburgu) – rosyjski malarz realista, tworzył głównie pejzaże. Członek grupy pieredwiżników.

## Życiorys
Dokładna data urodzenia artysty nie jest potwierdzona. Urodził się w biednej rodzinie pochodzenia greckiego. We wczesnym dzieciństwie jego rodzice zmarli, po śmierci ojca został przygarnięty przez brata i siostrę ojca. Nie ukończył szkoły podstawowej, czytania i pisania uczył go grecki nauczyciel. Od wczesnego wieku ciężko pracował fizycznie, m.in. na gospodarstwie rolnym, a w starszym wieku podczas budowy kościoła, później pracował także dla lokalnego piekarza.
Wcześnie odkrył zamiłowanie do malarstwa. Początkowo był samoukiem i zarabiał na życie retuszowaniem fotografii w Mariupolu, Taganrogu, Odessie i Petersburgu. Udał się w podróż pieszą, by przyjmować lekcje u Iwana Ajwazowskiego, ten jednak nie zauważył specjalnego talentu u Archipa, więc skierował go do innych prac, niż nauka malarstwa.
W roku 1868 został przyjęty do Petersburskiej Akademii Sztuk Pięknych.
W roku 1874 jego obraz „Śnieg” został nagrodzony brązowym medalem na wystawie malarstwa w Londynie. W tym samym roku jego obraz „Jezioro Ładoga” został przyjęty na wystawę w Sankt Petersburgu. W 1878 obrazy Kuindżiego wystawiane były na Wystawie Światowej w Paryżu.
W latach 1875–1879 uczestniczył w grupie pieriedwiżników. W latach 1894–1897 był profesorem Petersburskiej Akademii Sztuk Pięknych. W roku 1897 poparł protesty studentów, za co został pozbawiony stanowiska profesora.
Kuindży wspierał finansowo biednych i potrzebujących studentów Akademii.
Do uczniów Kuindżego należał m.in. Nikołaj Roerich. Kuindży przyjaźnił się z innymi malarzami, m.in. Aleksandrem Kisielewem, Władimirem Makowskim czy Ilją Riepinem. Był bliskim znajomym także Dimitrija Mendelejewa i fizyka Fiodora Pietruszewskiego.
Pod koniec życia wycofał się z życia publicznego, zmarł w Petersburgu w 1910 roku. Przyczyną śmierci była choroba serca.

## Kradzież i zaginięcie dzieł
W styczniu 2019 obraz Kuindży pt. Ai-Petri został skradziony z moskiewskiej Galerii Tretiakowskiej. Kradzieży dokonał mężczyzna w ciągu dnia – wśród innych zwiedzających podszedł do obrazu, wyjął go z ramy i wyszedł. Następnego dnia podano, że sprawca został odnaleziony, a obraz odzyskany.
W marcu 2022 w wyniku rosyjskiej agresji na Ukrainę, w Mariupolu zostało poważnie uszkodzone muzeum imienia artysty. Niedługo później z muzeum zniknęły trzy prace artysty; nie jest wiadome czy są ukrywane, czy skradzione. 25 kwietnia pracowniczka muzeum przyznała, że wyjawiła rosyjskim żołnierzom miejsce ukrycia obrazów.

## Galeria

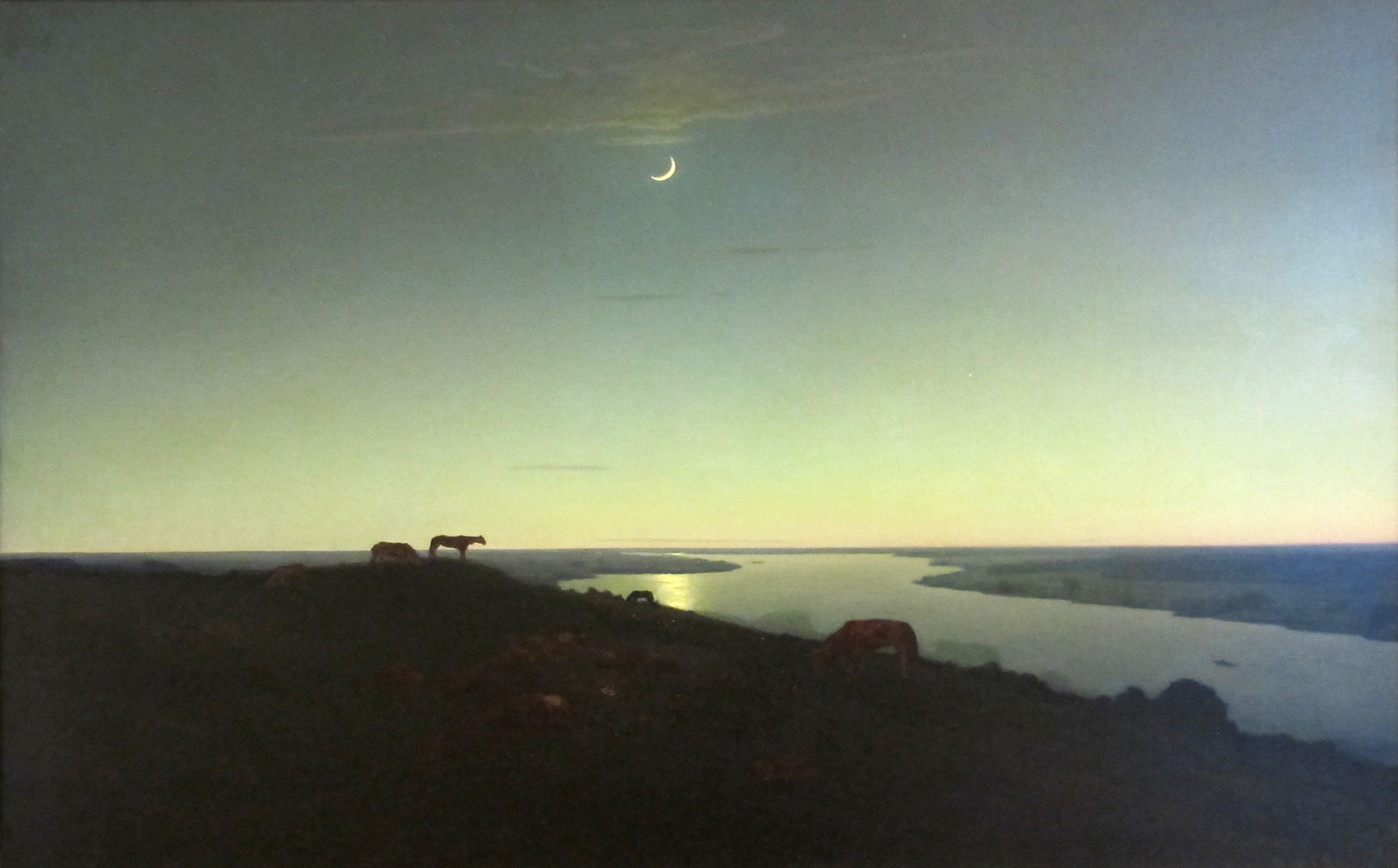
Nokturn
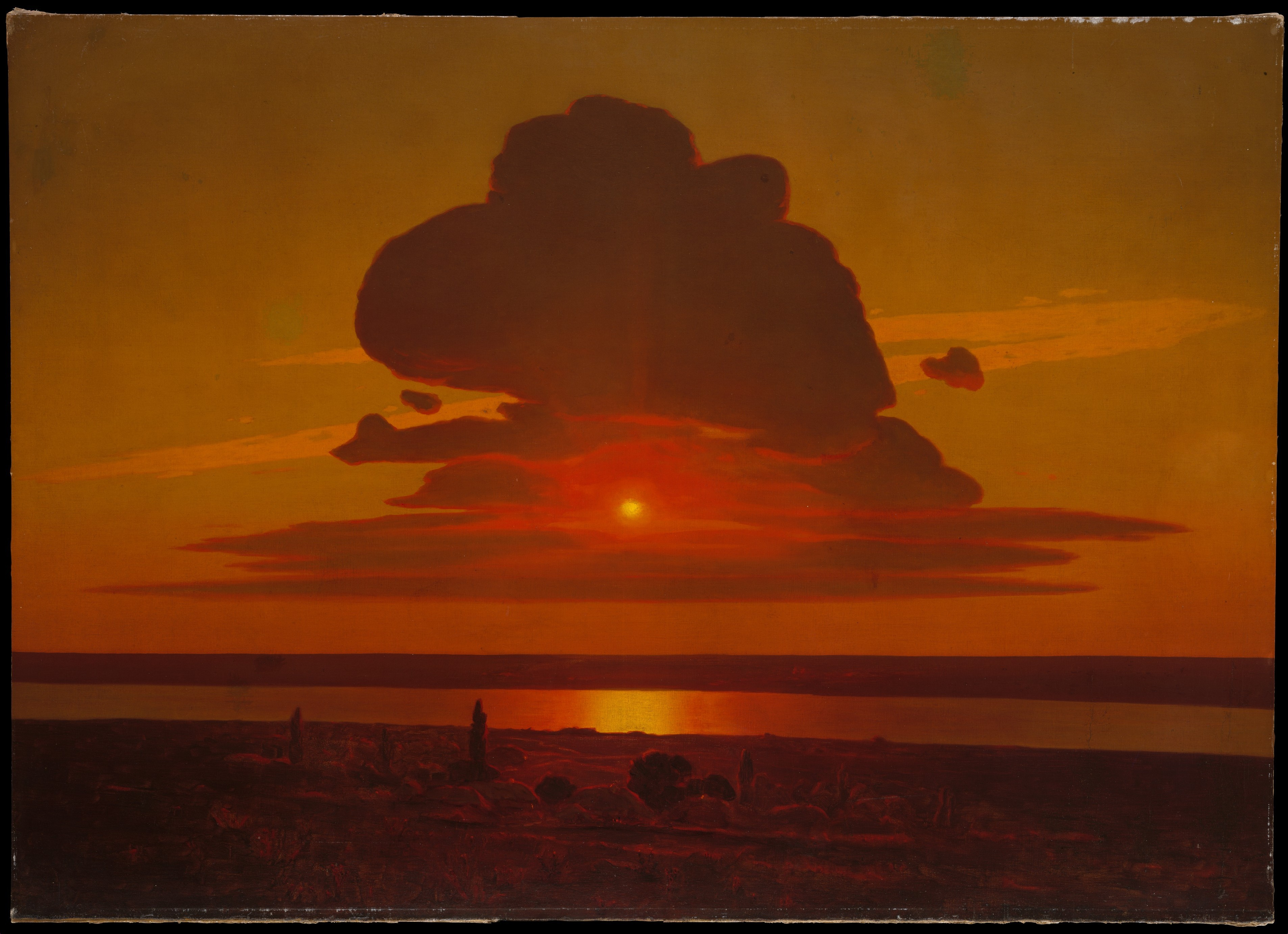
Czerwony zachód słońca nad Dnieprem
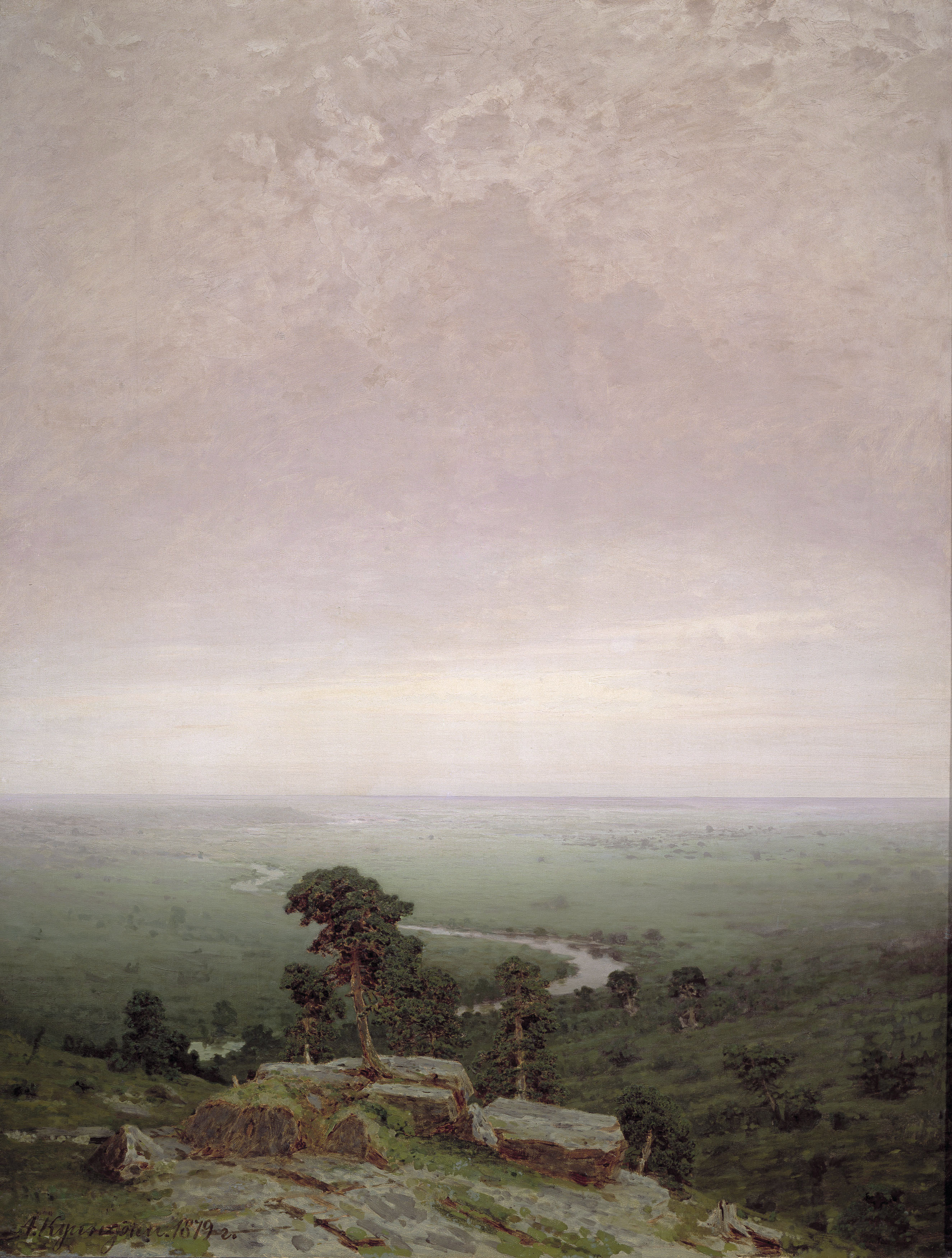
Północ
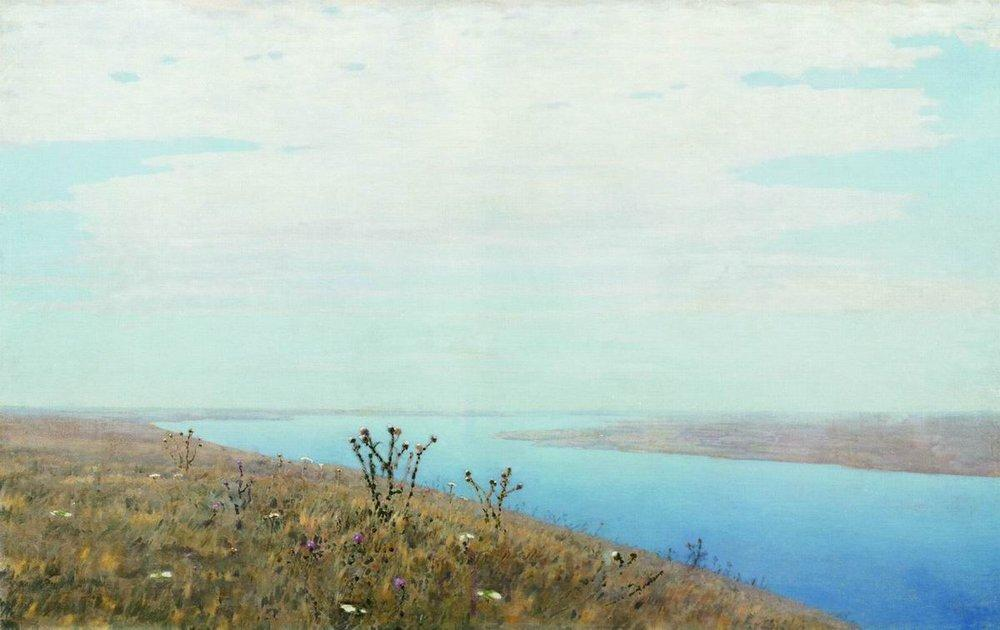
Dniepr (1901)
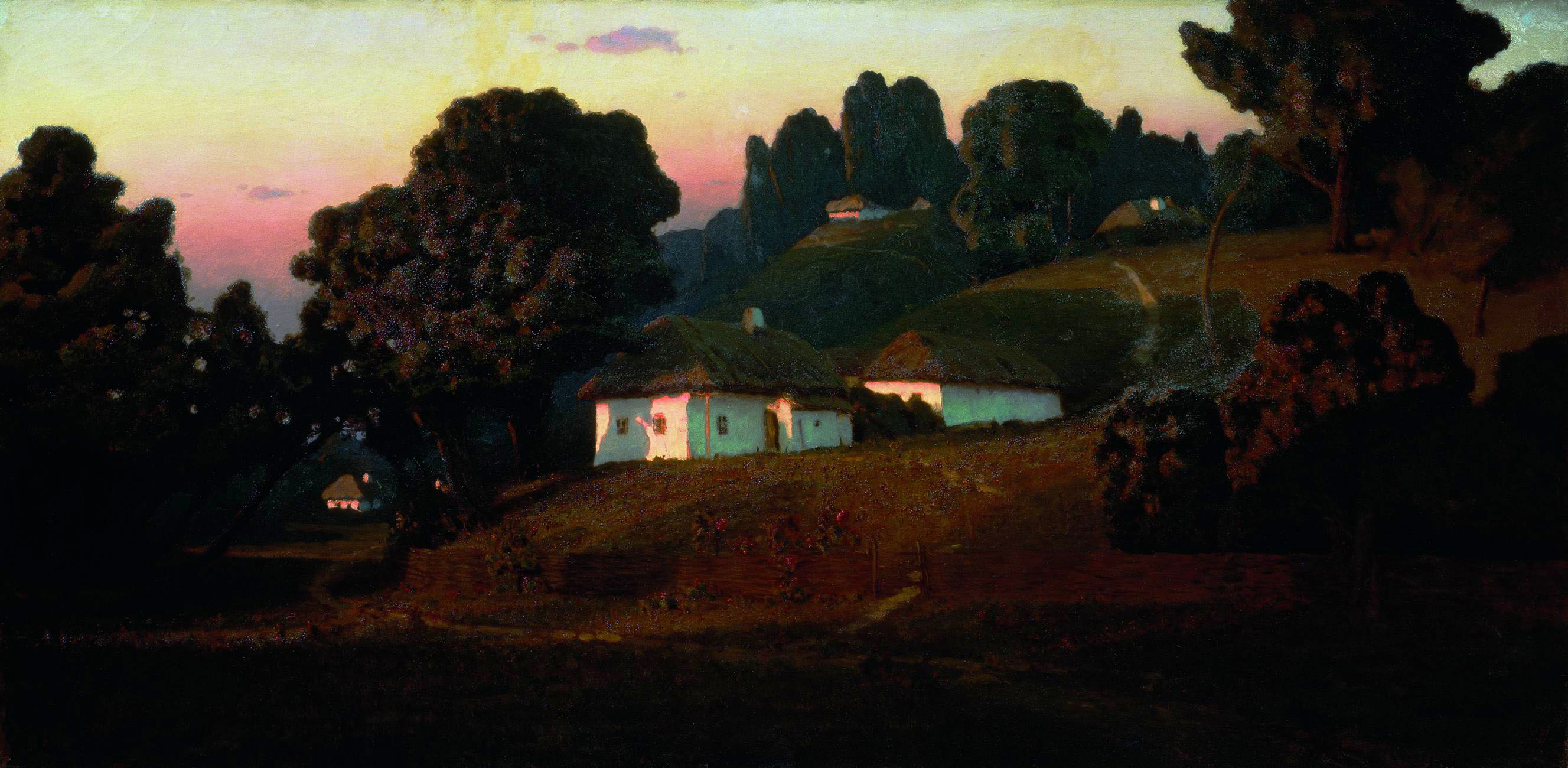
Wieczór na Ukrainie